# 5e régiment de fusiliers gorkhas (armée indienne)
Le 5e régiment de fusiliers Gorkhas (garde frontières), souvent appelé le 5th Gorkha Rifles (Frontier Force), ou 5 GR (FF) en abréviation est un régiment d'infanterie de Gorkhas de l'armée indienne. Il fut créé en 1858 dans le cadre de l'armée indienne britannique. A l'indépendance de l'Inde, en 1947, il est transféré, en application de l'accord tripartite signé entre l'Inde, le Népal et la Grande-Bretagne, avec 5 autres régiments, à l'Inde pour intégrer sa nouvelle armée. Il recrute des soldats du Népal et de l'Inde. Le régiment fut engagé pendant la Première et la Seconde Guerre mondiale. Depuis 1947, le régiment a servi dans un certain nombre de conflits, notamment la guerre indo-pakistanaise de 1965 et la guerre indo-pakistanaise de 1971. Il a également participé à des opérations de maintien de la paix au Sri Lanka.

## Histoire

### XIXesiècle
Le régiment fut créé en 1858 en tant que 25e régiment d'infanterie indigène du Penjab (25th Native Punjab Infantry) connu aussi sous le nom de « Hazara Goorkha Battalion ». Les soldats de ce régiment étaient originaire du royaume du Népal. En 1961, le régiment fut renommé en 5e régiment de Gorkhas. Les premières opérations du régiment eurent lieu au cours de la seconde guerre anglo-afghane, conflit au cours duquel il fut honoré de l'inscription Peiwar Kotal et le capitaine John Cook décoré de la Victoria Cross. En 1891, le régiment fut honoré de l'ajout de « fusilier » à son nom et devint le 5th Gurkha (Rifle) Regiment, nom raccourcis en 5th Gurkha Rifles en 1901.
Le régiment a passé la majeure partie de son temps jusqu'à la fin du XIXe siècle au Punjab dans le cadre de la Force frontalière du Pendjab (PIF ou PIFFER) et sa garnison alors située dans la ville frontière d'Abbottabad, dans la région de Hazara Province de la frontière du nord-ouest (maintenant Khyber Pakhtunkhwa au Pakistan). Cette affectation a laissé une trace dans la dénomination prise par le régiment, en 1903, de 5th Gurkha Rifles (Frontier Force).

### Première Guerre mondiale

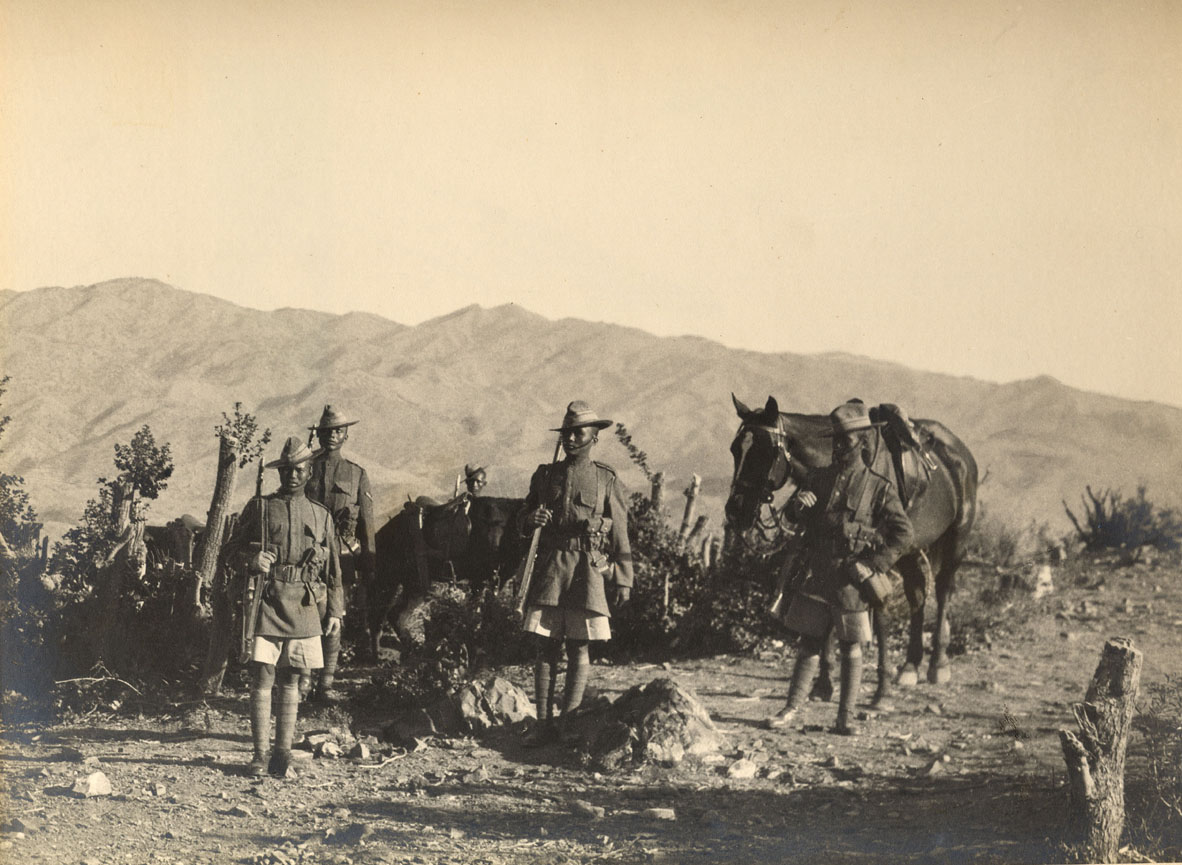
5th Royal Gurkha Rifles sur la Frontière du Nord-Ouest, 1923

Pendant la Première Guerre mondiale, le régiment a principalement servi au Moyen-Orient. Le 1er bataillon fut engagé à Gallipoli en 1915 (où sept officiers et 129 hommes furent tués dans les premières heures après le débarquement du bataillon). Lors du retrait, une compagnie du 5th Gurkhas fut parmi les dernières troupes à partir.
Le 2e bataillon quant à lui a d'abord servi en Inde avec la 2e division (Rawalpindi) avant de passer en Mésopotamie en avril 1916 et de rejoindre la 42e brigade indienne, 15e division indienne. Le 1er bataillon les a rejoints en mars 1917 venant de la 1re division (Peshawar) et les deux bataillons se sont battus ensemble lors de l'action de Khan Baghdadi.
Un 3e bataillon fut levé pour servir sur la frontière du Nord-Ouest, avant d'être dissous en 1921.

### Entre-deux-guerres
En 1921, le régiment a reçu le titre de 5e Royal Gurkha Rifles, en reconnaissance de son service pendant la Première Guerre mondiale. Pendant l'entre-deux-guerres, le régiment a reçu trois autres honneurs de bataille, pour la troisième guerre d'Afghanistan en 1919, et deux pour le service à la frontière du Nord-Ouest. Le régiment ainsi que le 13e duc de Connaught's Own Lancers étaient les seules unités à avoir reçu de tels honneurs[réf. nécessaire].

### Seconde Guerre mondiale

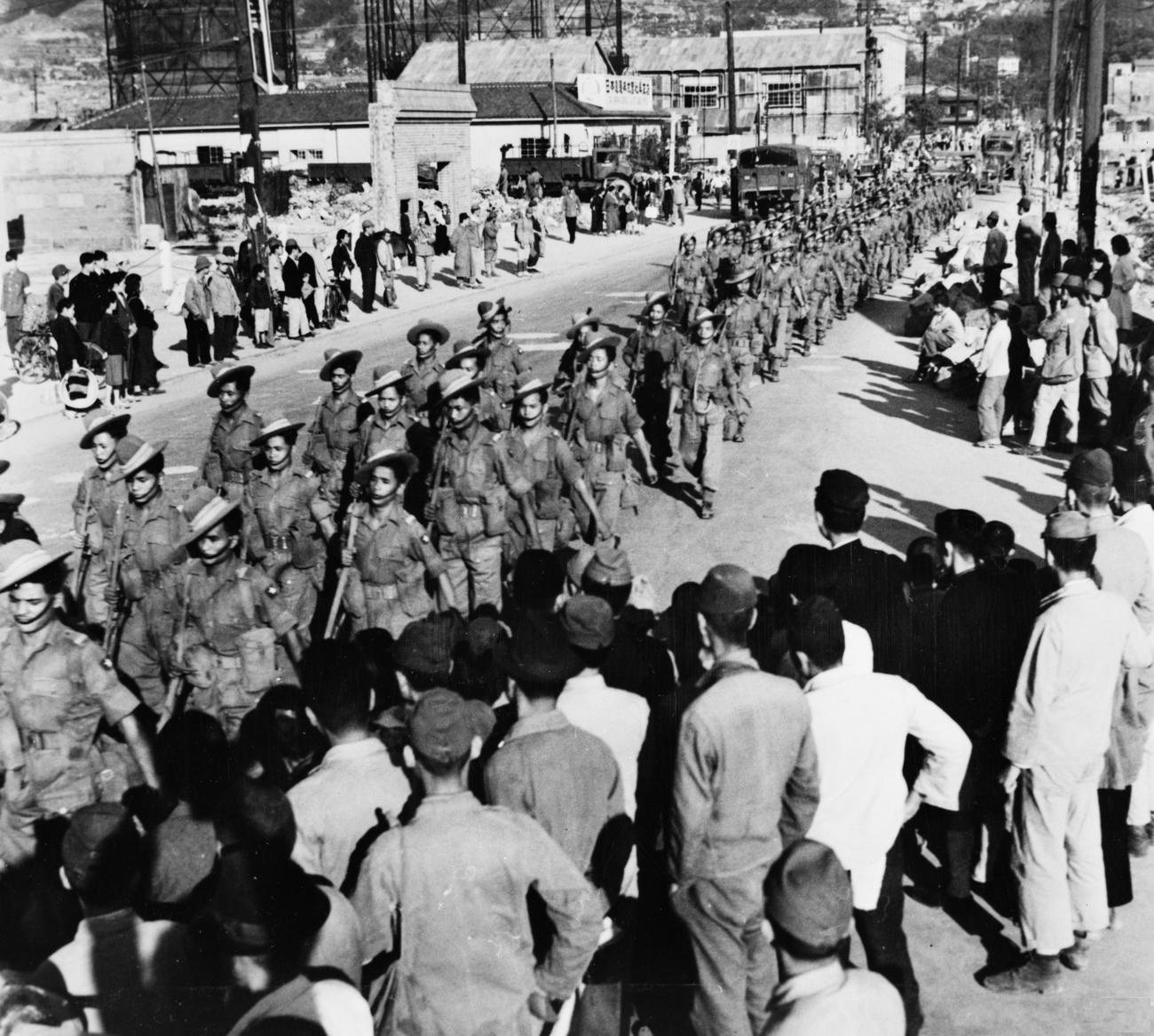
Le 2e bataillon, 5th Royal Gurkha Rifles défilant à travers Kure peu après son arrivée au Japon pour rejoindre la Force d'occupation du Commonwealth britannique. (mai 1946)

Pendant la Seconde Guerre mondiale, le 1er bataillon du 5e Gurkhas, faisant partie de la 8e division d'infanterie indienne, 17e brigade d'infanterie servit sur les théâtres méditerranéen et du Moyen-Orient (y compris pendant la campagne d'Italie). Le fusilier Thaman Gurung du 1er bataillon mérita la croix de Victoria alors qu'il servait en Italie.
Le 2e bataillon servit en Extrême-Orient dans la campagne de Birmanie dans le cadre de la 17e division d'infanterie indienne et a participé à la retraite de l'armée indienne britannique de Birmanie, ils étaient l'un des quatre bataillons choisis pour combattre comme arrière-garde à la rivière Sittang, qui formait la frontière avec l'Inde. Lorsque le pont sur la rivière a explosé, empêchant les forces japonaises d'entrer en Inde, de nombreux membres du régiment se sont retrouvés du mauvais côté. Le régiment a participé à l'entrée en Birmanie en 1943 où trois membres du régiment ont reçu la croix de Victoria. Après la guerre, le 2e bataillon fut remis en condition et affecté à Tokyo au Japon dans le cadre de la Force d'occupation du Commonwealth britannique.
Le 4e bataillon fut levé en 1941 et a également servi dans la campagne birmane dans le cadre de la 7e division d'infanterie indienne, combattant dans cinq batailles épiques à North Arakan, Buthidaung, Kohima, Pakkoku et Sittang. Le bataillon fut honoré de quatre honneurs de bataille pour les cinq batailles livrées. Le major IM Brown du 4e bataillon était l'un des rares soldats de la Seconde Guerre mondiale à avoir reçu la croix militaire à trois reprises.

### Après l'indépendance

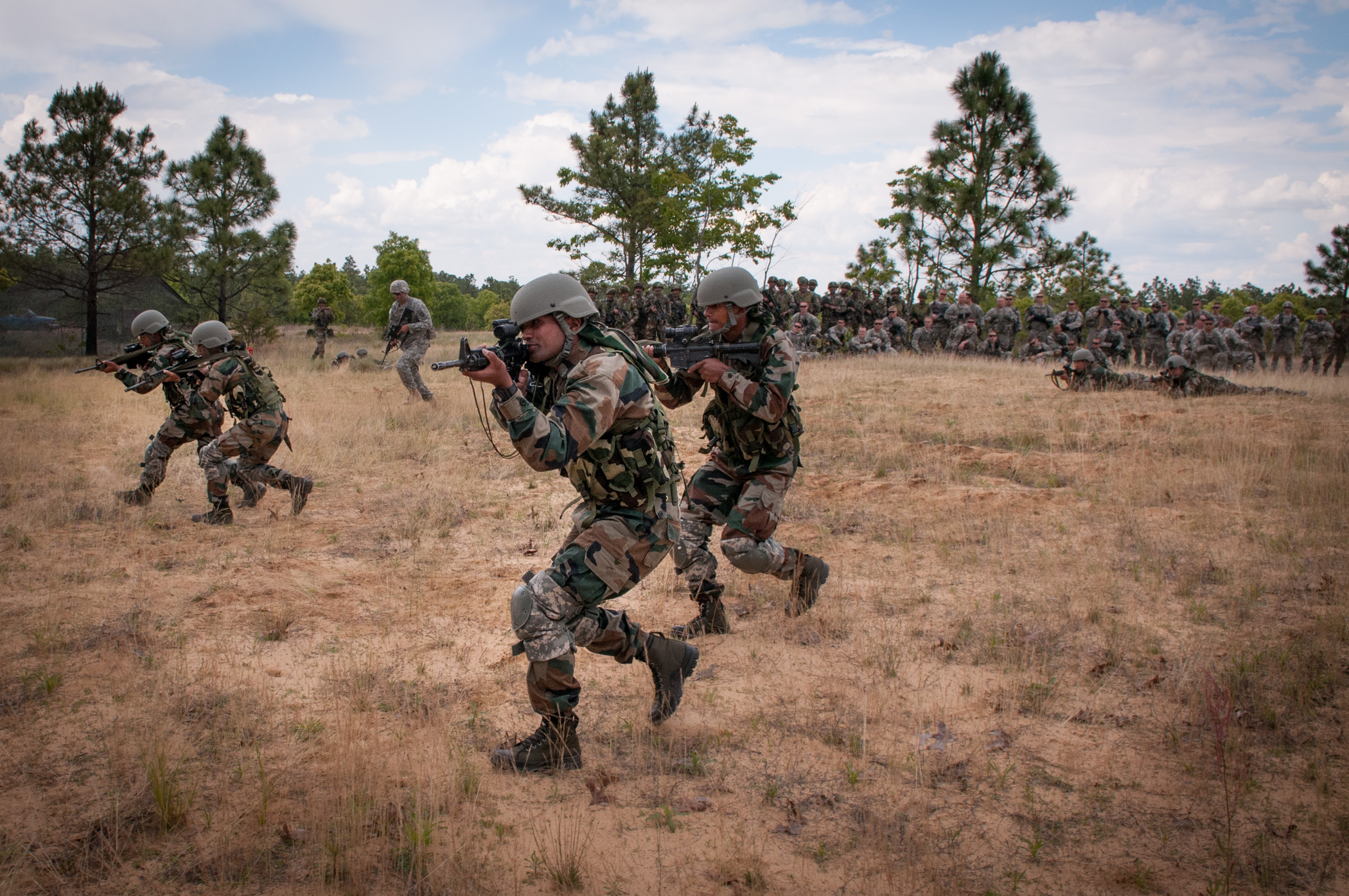
Des soldats du 99th Mountain Brigade's 2nd Battalion, 5 Gorkha Rifles, à Yudh Abhyas 2013

Au moment de l'indépendance, le 5th Royal Gurkha Rifles (Frontier Force) était l'un des six régiments Gorkha qui faisaient partie de la nouvelle armée indienne; ils ont été rebaptisés 5th Gorkha Rifles (Frontier Force) en 1950. Le régiment compte maintenant un total de six bataillons et a participé à pratiquement toutes les actions importantes que l'armée indienne au cours des quatre guerres avec le Pakistan, y compris les premières opérations héliportées entreprises par l'armée pendant la guerre de 1971. Le régiment a participé aux actions suivantes : [réf. nécessaire]
- Guerre Indo-Pak de 1947 – 48
- Guerre indo-pakistanaise de 1965
- Bataille de Topa (Jammu-et-Cachemire)
- Bataille d'Atgram (Pakistan oriental) 1971
- Bataille de Sylhet (Pakistan oriental) 1971
- Bataille de Gazipur (Pakistan oriental - Bangladesh) 1971

Les 1er et 4e bataillons faisaient également partie de la Force indienne de maintien de la paix qui a servi au Sri Lanka et a combattu les LTTE. Au cours de ce déploiement, le commandant du 4e bataillon, le lieutenant-colonel Bawa, a été blessé et est décédé plus tard, ainsi que plusieurs de ses officiers et soldats.
Le quartier général actuel du régiment est à Shillong, dans le nord-est de l'Inde[réf. nécessaire].

## Unités et Noms
- 1858 25th Native Punjab Infantry
- 1891 5th Gurkha (Rifle) Regiment
- 1901 5th Gurkha Rifles
- 1903 5th Gurkha Rifles (Frontier Force)
- 1921 5th Royal Gurkha Rifles
- 1950 5th Gorkha Rifles (Frontier Force)

### Héritage
- 1858-1861: 25 Infantry Punjab
- 1858–1861: 25th Punjab Infantry
- 1861–1891: 5th Gurkha Regiment
- 1891–1901: 5th Gurkha (Rifle) Regiment
- 1901–1903: 5th Gurkha Rifles
- 1903–1950: 5th Gurkha Rifles (Frontier Force)
- 1950–présent: 5th Gorkha Rifles (Frontier Force).

### Bataillons et affiliations régimentaires
- 1er bataillon : « FASFIF » et « Jethi »
- 2e Bataillon : « SEKINFIF »
- 3e Bataillon : « TROIS FOIS »
- 4e bataillon : « FOFIF »
- 5e bataillon : « FIVFIV » et « CHINDITS »
- 6e bataillon : « Kanchi »
- 33 fusils Rashtriya (58 GR)
- INS Khukri (P49): une corvette de classe 'Khukri' de la marine indienne

## Honneurs de bataille
- XIXe siècle : Peiwar Kotal, Charasiah, Kaboul 1879, Kandahar 1880, Afghanistan 1878 – 80, frontière du Pendjab ;
- Première Guerre mondiale : canal de Suez, Égypte 1915 – 16, Khan Baghdadi, Mésopotamie 1916 – 18, Helles, Krithia, Suvla, Sari Bair, Gallipoli 1915, North West Frontier 1917 ;
- Entre-deux-guerres : Afghanistan 1919, frontière nord-ouest 1930, frontière nord-ouest 1936 – 39 ;
- Seconde Guerre mondiale : The Sangro, Caldari, Cassino II, San Angelo in Teodice, Rocca d'Arce, Ripa Ridge, Femmina Morta, Monte San Bartolo, The Senio, Italy 1943 – 45, Sittang 1942, Yenangyaung 1942, Buthidaung, Stockades, Arakan Nord, Chindits 1944, Mogaung, Imphal, Sakawng, Shenam Pass, Bishenpur, The Irrawaddy 1942 – 45, Sittang 1945, Birmanie 1942 – 45[9] ;
- Après l'indépendance : Zoji La, Kargil, Jammu and Kashmir 1947 – 48, Charwa, Punjab 1965, Sylhet, East Pakistan 1971, Jammu and Kashmir 1971, Sehjra, Punjab 1971. [réf. nécessaire]

## Récipiendaires de la croix de Victoria
Il y a eu sept croix de Victoria décernées à des officiers britanniques et à des Gurkhas servant dans le régiment avant 1947 :
- Capitaine John Cook (1er bataillon) : Afghanistan, 2 décembre 1878
- Lieutenant Guy Boisragon (1er bataillon) : Hunza, 2 décembre 1891
- Lieutenant John Manners-Smith (1er bataillon) : Hunza, 20 décembre 1891
- Havildar Gaje Ghale (2e bataillon) : Birmanie, 27 mai 1943
- Naik Agansing Rai (2e bataillon) : Birmanie, 26 juin 1944
- Jemadar Netra bahadur Thapa (2e bataillon) : Birmanie, 26 juin 1944
- Carabinier Thaman Gurung (1er bataillon) : Italie, 10 novembre 1944

## Récipiendaires du Maha Vir Chakra
Les membres suivants du régiment ont reçu le Maha Vir Chakra : [réf. nécessaire]
- Lieutenant-colonel Anant Singh Pathania, MC (1er bataillon)
- L / Havildar Ram Prasad Gurung (1er bataillon)
- Général de division HK Sibal
- Brigadier (plus tard lieutenant-général.) Zoravar Chand Bakshi
- Brigadier ML Whig
- Lieutenant-colonel (plus tard brigadier) Arun Bhimrao Harolikar (4e bataillon)
- Carabinier (plus tard Havildar) Dil Bahadur Chettri (4e bataillon)
- Lieutenant-colonel Inder Bal Singh Bawa {à titre posthume} (4e bataillon)

## Voir également
- Abbottabad
- Régiments Gorkha (Inde)
- Fusils Royal Gurkha
- 1er régiment de fusiliers gorkhas (armée indienne)
- 3e régiment de fusiliers gorkhas (armée indienne)
- 4e Régiment de fusiliers Gorkhas (armée indienne)
- 8e régiment de fusiliers gorkhas (armée indienne)
- 9e régiment de fusiliers gorkhas (armée indienne)
- 11e régiment de fusiliers gorkhas (armée indienne)
- Kukhri